# 野田進 (工学者)
野田 進（のだ すすむ、1960年3月28日 - ）は、日本の工学者（電子工学）。学位は工学博士（京都大学・1991年）。京都大学大学院工学研究科教授（2011年1月現在）。

## 経歴
京都府船井郡京丹波町出身。京都大学工学部電気工学科卒業、同大学院工学研究科電気工学専攻修士課程修了。三菱電機中央研究所研究員、京都大学助手、助教授を経て現職。科学技術振興事業団戦略的基礎研究推進事業・研究代表者。

## 研究テーマ
研究内容は「フォトニック結晶を用いた光制御に関する研究」。

## 受賞歴
- 2000年 - 第14回日本IBM科学賞（「半導体フォトニック結晶とその応用に関する研究」に対して）[2]
- 2004年 - 大阪科学賞
- 2006年 - Joseph Fraunhofer Award Robert M.Burley Prize
- 2009年 - 平成21年度文部科学大臣表彰科学技術賞（「フォトニック結晶に関する独創的・先駆的研究」に対して）
- 2009年 - 第6回江崎玲於奈賞（「ナノスケールで制御されたフォトニック結晶の先導的研究」に対して）
- 2009年 ‐ IEEE Pioneer Award in Nanotechnology
- 2014年 - 紫綬褒章[3]
- 2014年 - 応用物理学会業績賞(日本応用物理学会)
- 2018年 ‐ 泰山賞レーザー進歩賞
- 2020年 ‐ MOC Award
- 2022年 - 日本学士院賞（「フォトニック結晶による光制御法の極限的開拓と半導体レーザ高度化への応用」）[1]